# Orlando Rincón
Orlando Javier Rincón Reyes (ur. 19 września 1985 w Cuautli) – meksykański piłkarz występujący na pozycji prawego obrońcy lub prawego pomocnika.

## Kariera klubowa
Rincón jest wychowankiem klubu Puebla FC, do którego seniorskiej drużyny, występującej wówczas w drugiej lidze meksykańskiej, został włączony jako dwudziestolatek przez chilijskiego szkoleniowca Jorge Aravenę. Już w swoim premierowym sezonie Apertura 2005 wygrał ze swoim zespołem rozgrywki Liga de Ascenso, lecz wobec porażki w decydującym dwumeczu z Querétaro nie zaowocowało to awansem do najwyższej klasy rozgrywkowej. Sztuka ta udała się za to Puebli rok później, na koniec rozgrywek 2006/2007, kiedy to w sezonie Apertura 2006 Puebla ponownie wygrała drugą ligę. W meksykańskiej Primera División Rincón zadebiutował 5 sierpnia 2007 w zremisowanym 0:0 meczu z Américą, lecz już po upływie pół roku, nie potrafiąc wywalczyć sobie miejsca w wyjściowej jedenastce, został wypożyczony na pół roku do drugoligowego Club Tijuana. Po powrocie do Puebli strzelił swoją premierową bramkę w pierwszej lidze, 16 maja 2009 w zremisowanej 2:2 konfrontacji z Monterrey.
Latem 2011 Rincón udał się na kolejne wypożyczenie, tym razem do ekipy Jaguares de Chiapas z siedzibą w mieście Tuxtla Gutiérrez, gdzie spędził pół roku, lecz wyłącznie w roli rezerwowego. Regularniej pojawiał się na ligowych boiskach wiosną 2012, kiedy to przebywał na sześciomiesięcznym wypożyczeniu w zespole Atlante FC z miasta Cancún, jednak z żadną z tych drużyn nie odniósł żadnego większego osiągnięcia. W styczniu 2013, również na zasadzie wypożyczenia, został zawodnikiem klubu San Luis FC, którego barwy także reprezentował przez pół roku, lecz nie potrafił sobie wywalczyć miejsca w pierwszym składzie. W późniejszym czasie przeniósł się na wypożyczenie do zespołu Chiapas FC, kontynuatora tradycji Jaguares, któremu sprzedały licencję władze jego dotychczasowej drużyny.
| Sezon     | Klub                | Kraj   | Rozgrywki  | Mecze | Bramki |
| --------- | ------------------- | ------ | ---------- | ----- | ------ |
| 2005/2006 | Puebla FC           | Meksyk | Ascenso MX | 24    | 0      |
| 2006/2007 | Puebla FC           | Meksyk | Ascenso MX | 30    | 0      |
| 2007/2008 | Puebla FC           | Meksyk | Liga MX    | 6     | 0      |
| 2007/2008 | Club Tijuana        | Meksyk | Ascenso MX | 15    | 1      |
| 2008/2009 | Puebla FC           | Meksyk | Liga MX    | 13    | 1      |
| 2009/2010 | Puebla FC           | Meksyk | Liga MX    | 16    | 0      |
| 2010/2011 | Puebla FC           | Meksyk | Liga MX    | 27    | 1      |
| 2011/2012 | Jaguares de Chiapas | Meksyk | Liga MX    | 4     | 0      |
| 2011/2012 | Atlante FC          | Meksyk | Liga MX    | 12    | 0      |
| 2012/2013 | Puebla FC           | Meksyk | Liga MX    | 5     | 0      |
| 2012/2013 | San Luis FC         | Meksyk | Liga MX    | 5     | 0      |
| 2012/2013 | Chiapas FC          | Meksyk | Liga MX    |       |        |